# Prinsesstårta

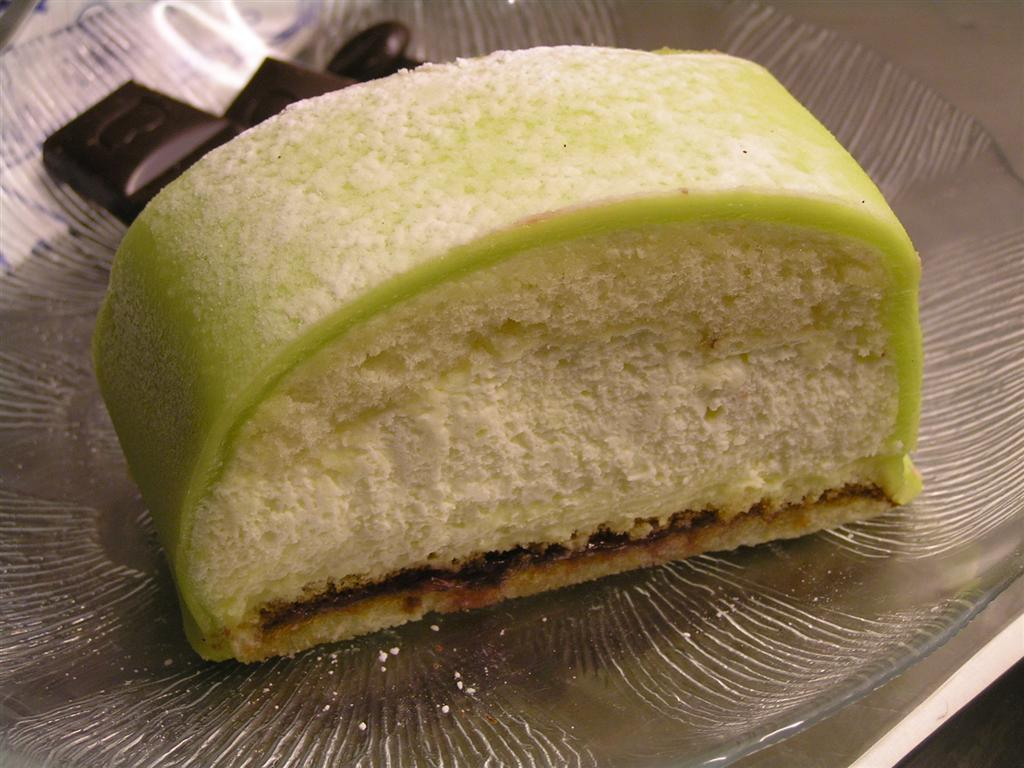
Variante du prinsesstårta en coupe.

Le prinsesstårta (« gâteau de princesse ») est un gâteau suédois traditionnel, composé de couches successives de génoise, de confiture de framboise, d'une sorte de crème pâtissière vanillée et de crème fouettée, enveloppé d'une fine couverture de pâte d'amandes. Cette dernière est généralement verte, parfois rose, légèrement saupoudrée de sucre glace, souvent surmontée d'une rose en pâte d'amandes rouge.

## Histoire
La recette originale apparut dans les années 1930, dans le livre de cuisine Prinsessornas kokbok (Livre de cuisine des princesses), publié par la professeure Jenny Åkerström, qui enseignait à Östermalm. Parmi ses élèves figurèrent les princesses Märtha, Astrid et Margaretha (filles du prince Carl de Suède).
Ce gâteau était initialement appelé grön tårta (« gâteau vert »), mais fut renommé prinsesstårta (« gâteau de princesse ») en l'honneur des princesses supposées avoir un penchant particulier pour cette spécialité.
En 2004 a été instaurée la semaine du prinsesstårta, les dernières semaines de septembre, par les associations de boulangers et pâtissiers suédois.
Hors de la Suède, ce gâteau est servi dans la plupart des restaurantss de la chaîne Ikea.

## Variantes
Le gâteau d'origine ne comportait pas de confiture et la crème était directement en contact avec la pâte d'amande (sans génoise intermédiaire).
Certaines variantes sont appelées prinstårta (« gâteau de prince »).
Certains prinsesstårta légèrement différents, couverts de pâte d'amande rose, sont appelés operatårta (« gâteau d'opéra »).